# Protula atypha
Protula atypha är en ringmaskart som beskrevs av Bush 1905. Protula atypha ingår i släktet Protula och familjen Serpulidae. Inga underarter finns listade i Catalogue of Life.